# Renovación en Vietnam: Teoría y realidad
Renovación en Vietnam: teoría y realidad es un libro político escrito en 2015 por el secretario general del Partido Comunista de Vietnam , Nguyễn Phú Trọng . El texto es un resumen de experiencias pasadas y define las tareas y objetivos de la revolución vietnamita y el Partido Comunista de Vietnam. El texto consiste en una selección de discursos y documentos ideológicos de Trọng, y es su principal contribución ideológica a la ideología del partido Pensamiento Ho Chi Minh. El texto ha sido comparado con el libro político del secretario general del Partido Comunista Chino, Xi Jinping, The Governance of China .
El libro está organizado en tres secciones:
1. Renovación- Ley y Demanda de Desarrollo Nacional
2. El proceso de renovación y el rol de liderazgo del PCV
3. Potenciando la capacidad de liderazgo de la PCV en el proceso de renovación